# Pascal Darilus
Pascal Darilus est un acteur québécois qui a joué dans diverses séries télévisées québécoises.

## Filmographie

### Télévision
- 1994-1996 : Jamais deux sans toi (Les Héritiers Duval)
- 1995 : Jasmine (série télévisée)
- 1997-1999 : 4 et demi...
- 1998-2000 : Virginie
- 2001-2003 : Macaroni tout garni
- 2002 : L'Auberge du chien noir
- 2005 : Pure Laine
- 2009-2012 : Yamaska (saisons 1 à 4) : Geoffroy Carpentier
- 2012 : Lance et compte

### Cinéma
- 2007 : Les 3 P'tits Cochons de Patrick Huard
- 2011 : BumRush de Michel Jetté